# Трифешти (Лупша)
Трифешти (рум. Trifești) насеље је у Румунији у округу Алба у општини Лупша. Oпштина се налази на надморској висини од 699 m.

## Становништво
Према подацима из 2002. године у насељу је живело 9 становника, од којих су сви румунске националности.